# Dysdera falciformis
Dysdera falciformis este o specie de păianjeni din genul Dysdera, familia Dysderidae, descrisă de Jose Antonio Barrientos și José Vicente Ferrández în anul 1982.
Este endemică în Spania. Conform Catalogue of Life specia Dysdera falciformis nu are subspecii cunoscute.